# Світи Роберта Гайнлайна
Світи Роберта Гайнлайна (англ. The Worlds of Robert A. Heinlein) — збірка з 5 науково-фантастичних коротких творів Роберта Гайнлайна, що вийшла 1966 року в американському видавництві «Ace Books».

## Зміст
| Назва              | назва                   | журнал                     | рік            |
| ------------------ | ----------------------- | -------------------------- | -------------- |
| Вільні люди        | Free Men                |                            | 1947-1950/1966 |
| Вибух може статись | Blowups Happen          | Astounding Science Fiction | 1940           |
| Прожектор          | Searchlight             | Startling Stories          | 1962           |
| Лінія життя        | Life-Line               | Astounding Science Fiction | 1939           |
| Нікчемне рішення   | Solution Unsatisfactory | Astounding Science Fiction | 1940           |